# Русское Давыдово
Русское Давыдово — село в Кочкуровском районе Республики Мордовия, входит в состав Мордово-Давыдовского сельского поселения. Расположено на обоих берегах реки Умыс.

## География
На востоке село примыкает к Мордовскому Давыдово — административному центру сельского поселения. Расстояние до центра Саранска составляет около 43 километров по прямой, до районного центра села Кочкурово — 20 километров.
Часовой пояс
Русское Давыдово, как и вся Мордовия, находится в часовой зоне МСК (московское время). Смещение применяемого времени относительно UTC составляет +3:00.

## Население
| 2002 | 2010 |
| ---- | ---- |
| 243  | ↗244 |

Согласно результатам переписи 2002 года 40 % населения села составляли русские, 32 % — мордва (преимущественно эрзя).

## Инфраструктура
В селе работает школа, имеется продуктовый магазин.

## Транспорт
Из села Мордовское Давыдово, примыкающего к восточной границе Русского Давыдово, ежедневно ходит автобус в город Саранск. В шести километрах к юго-западу от села находится железнодорожная станция Качелай.